# Shri Thanedar
Shri Thanedar, né le 22 février 1955 à Chikkodi, est un homme politique américain. Membre du Parti démocrate, il représente le 13e district du Michigan à la Chambre des représentants des États-Unis depuis 2023.

## Biographie
Avant son élection au congrès en 2022, Thanedar est un homme d'affaires. Il est candidat à la primaire démocrate pour le poste de gouverneur en 2018, mais perd face à Gretchen Whitmer.

## Vie personnelle
Thanedar est résident de Lansing avec sa femme Shashi et ses deux fils.